# Нора (фильм)
«Но́ра» (англ. Nora) — биографическая драма 2000 года о жизни ирландского писателя Джеймса Джойса.

## Сюжет
Центральным сюжетом фильма является встреча писателя и его будущей жены Норы Барнакл.

## В ролях
| Актёр         | Роль         |
| ------------- | ------------ |
| Юэн Макгрегор | Джеймс Джойс |
| Сьюзан Линч   | Нора Барнакл |
| Эндрю Скотт   | Майкл Бодкин |

## Награды и номинации
В 2000 году Сьюзан Линч получила за исполнение роли Норы премию Ирландской академии кино и телевидения. Кроме того фильм был номинирован в нескольких категориях, в том числе:
- Лучший фильм
- Лучший сценарий — Пат Мёрфи[англ.]
- Лучшая мужская роль — Юэн Макгрегор